# 安彩高科
河南安彩高科股份有限公司，簡稱河南安彩高科股份、河南安彩高科，以及安彩高科（英語：HENAN ANCAI HI-TECH CO.,LTD.，上交所：600207），於1998年由安阳市政府設立，現時為河南投资集团有限公司旗下，當時為河南安阳彩色显像管玻壳有限公司旗下。
業務在國內产销太阳能光伏超白压延玻璃、优质浮法玻璃、TCO玻璃、节能玻璃、液化天然气、压缩天然气等。
董事長為蔡志端，總裁為苍利民。總部位於河南省安阳市中州路南段。股份在1999年7月14日，於上海證券交易所上市。

## 連結
- acbc.com.cn （页面存档备份，存于）